# Death Industrial
Death Industrial, gelegentlich auch als Doom Industrial oder Cold Meat bezeichnet, ist ein Musiksubgenre, das dem Post-Industrial zugerechnet wird. Das Genre entstand Ende der 1980er Jahre in Schweden.

## Geschichte

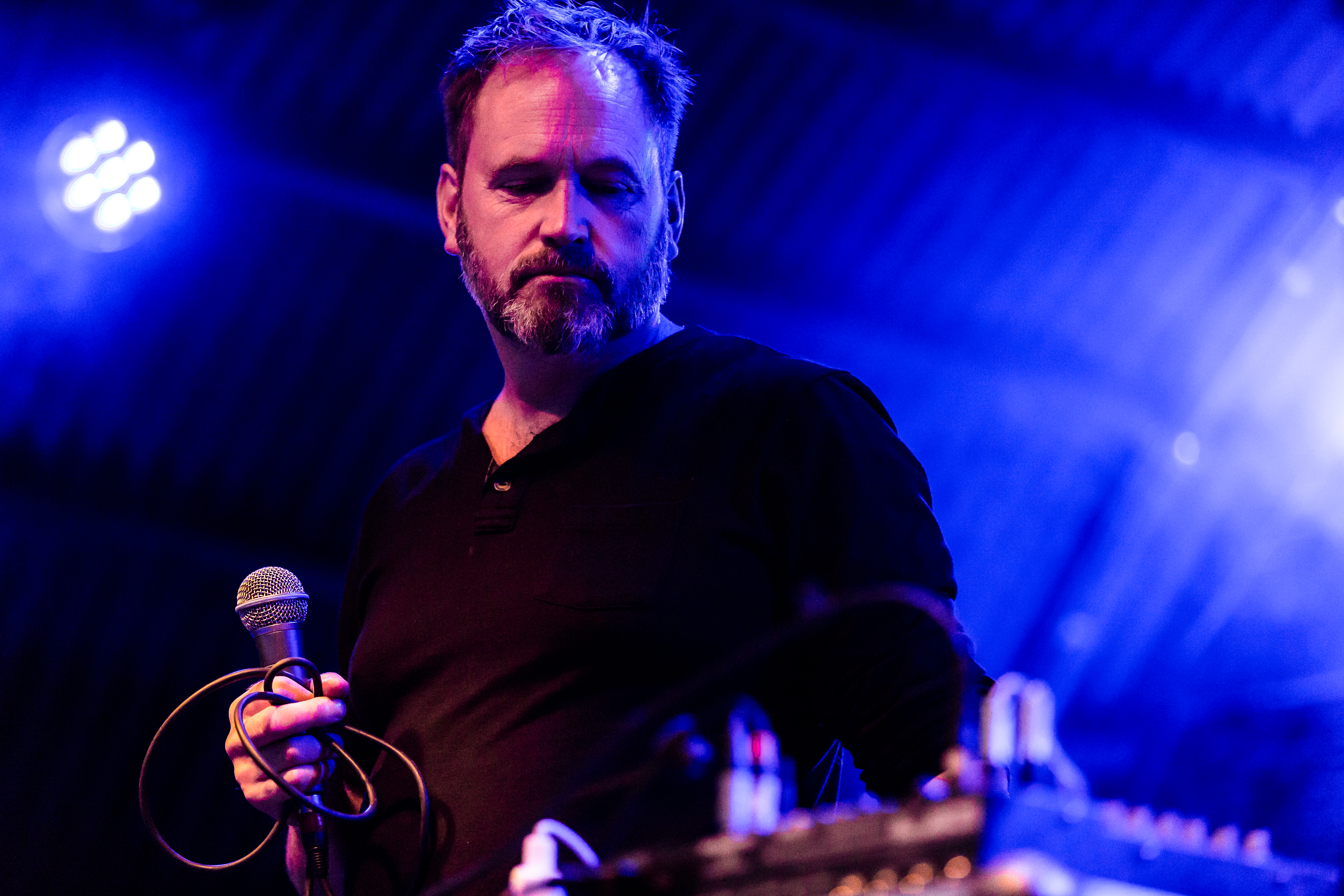
Das Genre initiierende Projekt Brighter Death Now bei der Nocturnal Culture Night im Jahr 2018

Zum Ende der 1980er Und Beginn der 1990er Jahre verschmolzen meist neue, bisher noch unbekannte Künstler Elemente und Ideen des Industrial mit Stil-Facetten die der Gothic-Szene entstammten. Darunter rechnet Marcus Stiglegger den um das Label Cold Meat Industry entstanden Death Industrial. Die Bezeichnung wurde zunächst von Roger Karmanik für sein Projekt Brighter Death Now eingeführt und alsbald auf weitere Interpreten des von Karmanik geführten Labels Cold Meat Industry, wie In Slaughter Natives, Maschinenzimmer 412 und Megaptera ausgedehnt. Das Label entwickelte sich zügig „zu einem der wichtigsten Labels der Post-Industrial- und Dark-Ambient-Szene“. Als wichtiger Beitrag zur Verbreitung des Begriffs sowie zum Erfolg des Labels und Genres gilt neben den Veröffentlichungen von Brighter Death Now die Musik von Megaptera. Diese sei „maßgeblich daran beteiligt“ gewesen, dass Karmanik die Bezeichnung „auch auf andere Projekte“ seines Labels übertrug. Der so entstandene charakteristische Klang von Cold Meat Industry wurde alsbald von weiteren Künstlern, die nicht bei dem schwedischen Label unter Vertrag standen, aufgegriffen. Solche Interpreten wurden in ihrer Rezeption dennoch mit dem Label assoziiert. Daraufhin kamen Beschreibungen wie CMI-Klang, Death Industrial und Doom Industrial bald unabhängig von dem Label in Gebrauch.
Firmen wie das amerikanische Label Malignant Records, das deutsche Raubbau oder das schwedische Beläten wurden für Veröffentlichungen, die dem Genre zugerechnet werden, auch über die Geschäftsauflösung von Cold Meat Industry hinaus populär und hielten den Death Industrial aktiv.
Hinzukommend bemühen sich gelegentlich Label des Extreme Metal um das Genre. Derweil konnte nicht jedes Label damit in der Metal-Szene Anklang finden. So konnten die von Aesthetic Death Records herausgegebenen Veröffentlichungen von Goatpsalm und Black Depths Grey Waves die Rezensenten der Metal-Presse nicht überzeugen. Die Musik wurde von diesen als unverständlich abwertend beurteilt.
Durch begrenzte Möglichkeiten des musikalischen Ausdrucks und die Radikalität des Klangs blieb der Death Industrial ein Nischenphänomen, selbst im Verhältnis zu anderen Stilvarianten des Post-Industrial. Vereinzelt wurde das Genre in neue Ausdrucksmöglichkeiten übertragen und im Crossover mit anderen Stilen genutzt, so stehen The Vomit Arsonist und Uboa dem Genre nahe spielen aber den Stil nicht umfassend. Projekte wie Analfabetism, die den Stil umfassend aufgriffen und fortführten, traten gelegentlich ebenso in Erscheinung.

## Stileinordnung

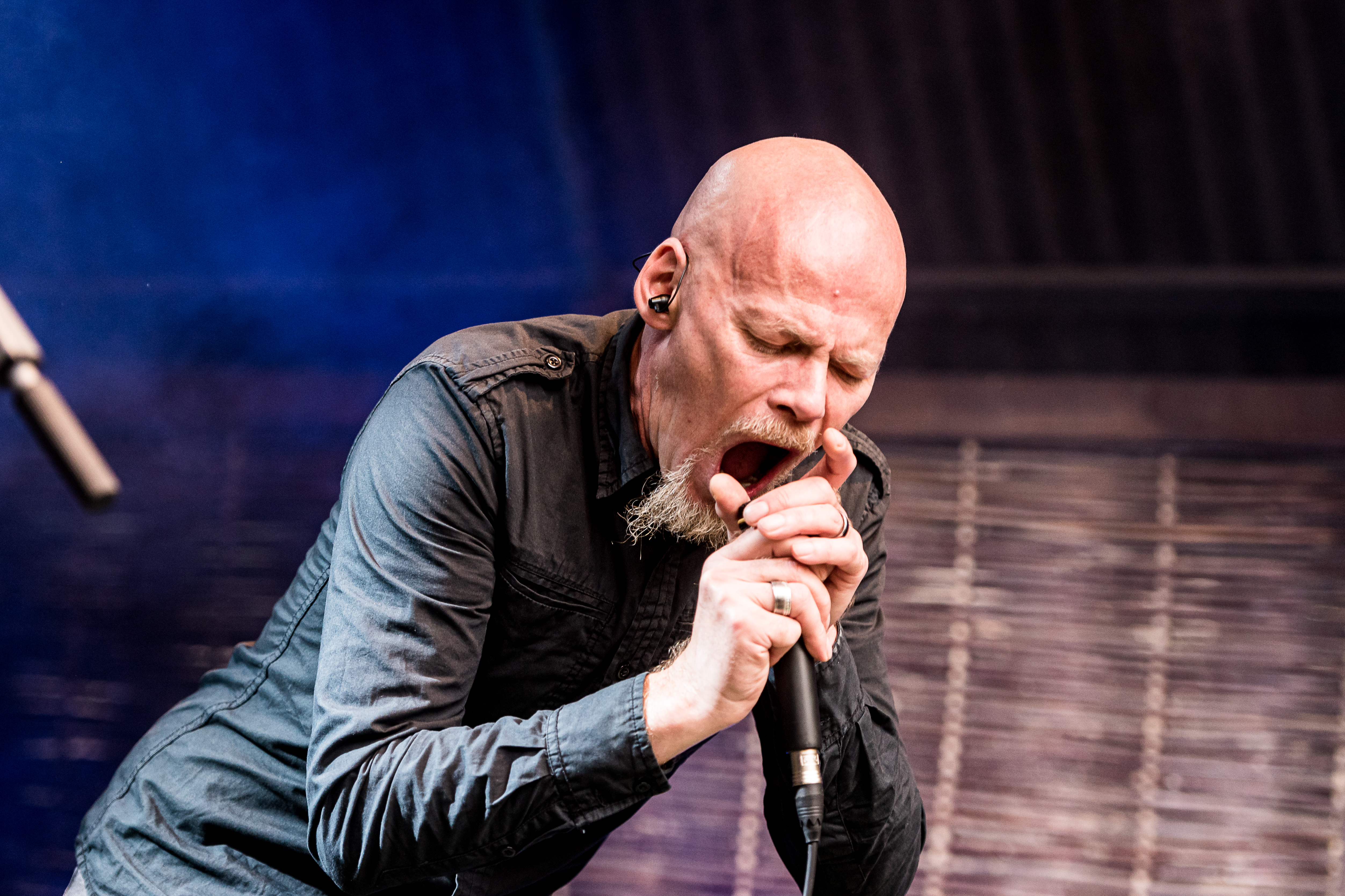
In Slaughter Natives bei der Nocturnal Culture Night 2019

Bei vielen dem Genre zugerechneten Interpreten sind über die musikalische Ausrichtung hinaus Gemeinsamkeiten in Inhalt und Ästhetik zu erkennen. Unter dem häufig bemühten Leitmotiv des Individualismus befassen sich Vertreter des Genres häufig mit ähnlichen Themen, die der Erforschung des Selbst oder der Irritation des Individuums dienen. Als solche Themen gelten unter anderem Satanismus, Okkultismus, Gewalt, Absolutismus, Sexualität und Krankheiten.
Stilistische Überschneidungen und personelle Verbindungen werden zu Ritual Industrial, Neofolk und Power Electronics benannt. Gemeinsame kulturelle Ursprünge werden für Ritual, Neofolk und Martial Industrial angeführt.

### Musik
Stiglegger beschreibt den Death Industrial als ein Beispiel der Vermengung der „Gothic-Musik mit Industrial, woraus […] unterschiedliche Phänomene entstanden“. Im Fall des Death Industrial sei aus dieser Verbindung eine finstere, schleppende Form des Post-Industrial mit einem „betont apokalyptischen Sound“ hervorgegangen.
Der Stil weist merkliche Parallelen zu Power Electronics auf, unterscheidet sich von diesem jedoch durch das reduzierte Tempo und die Betonung eines atmosphärischen apokalyptischen Gesamtklangs. Als charakteristisches Merkmal des Genres gilt ein erdiger „Katakombenklang“, „träge stampfende Beats über klaustrophobischen Atmosphären-Sounds“ wie Verzerrer, Echo, Reverb oder Delay. Erweitert wird dieser Klang durch häufiges Sampling. Als eingespielte Samples werden zumeist Stimmen, Maschinengeräusche, Glocken und sakralen Gesängen eingesetzt.
Bereits früh erweiterten Interpreten die mit dem Genre assoziiert wurden ihren Stil und kombinierten die Charakteristika des Death Industrial mit anderen musikalischen Stilmitteln ebenso wie der Stil von Interpreten anderer Musikstile zur Erweiterung des eigenen Klangbildes aufgenommen wurde. So spielt Ordo Rosarius Equilibrio Death Industrial mit Neofolk, Maschinenzimmer 412, Abruptum und Goatpsalm mit Black Metal und The Austrasian Goat mit Funeral Doom. Insbesondere die von Maschinenzimmer 412 ausgehende Hybridisierung mit Black Metal wurde von beiden Seiten der Entwicklung begrüßt und forciert.

### Inhalt

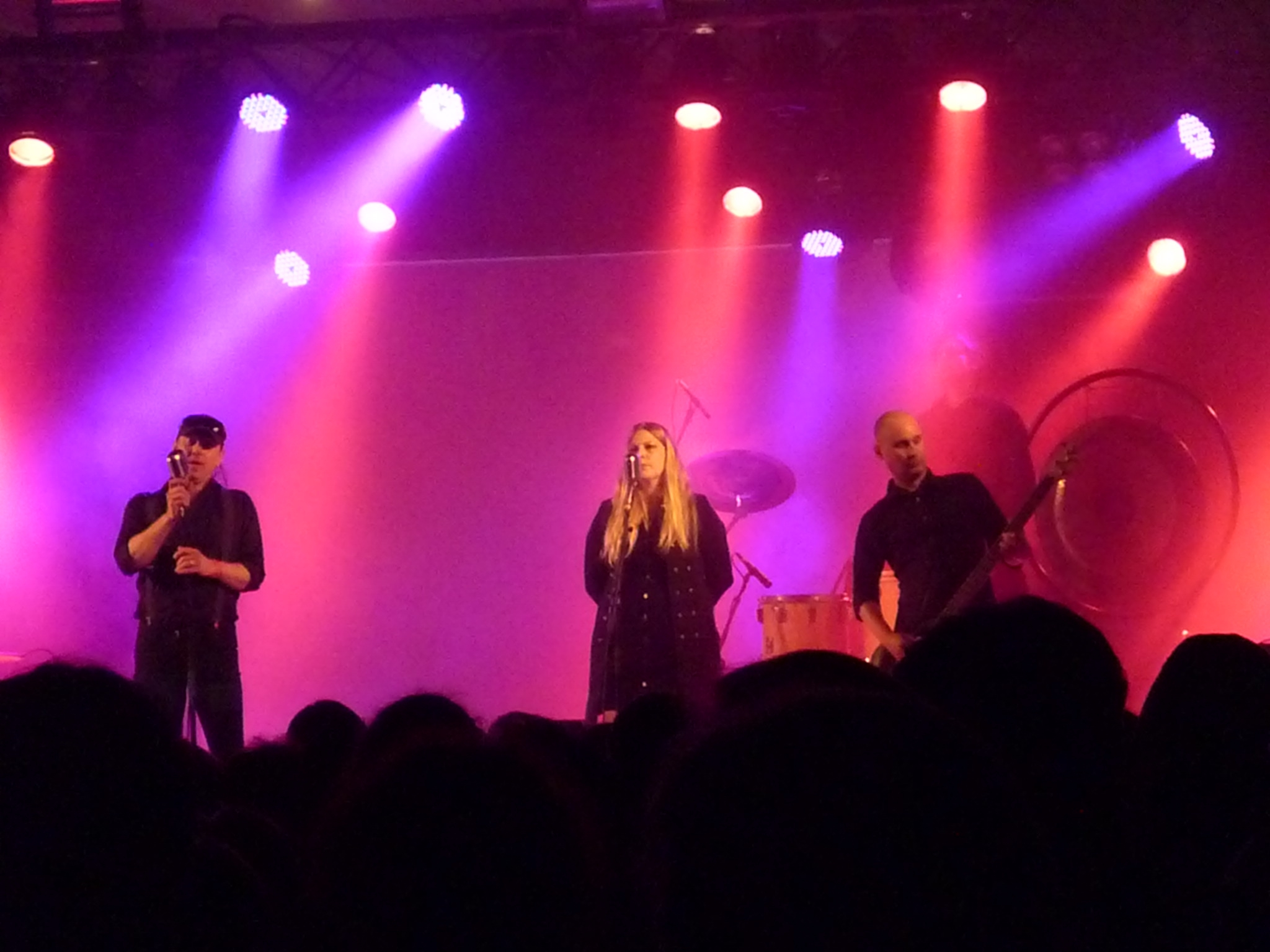
Als gemeinsamen Inhalt verweisen Interpreten wie Ordo Rosarius Equilibrio, hier 2011 beim Amphi Festival, und weitere Vertreter des Genres auf einen absoluten Individualismus

Judith Platz, Megan Balanck und Alexander Nym subsumieren den Death Industrial mit Varianten des Electro und des Post-Industrial zu einem Musikspektrum mit gemeinsamen kulturellen, ästhetischen und inhaltlichen Bezugspunkten. Die Produkte dieses Spektrums seien „rebellisch, nonkonformistisch bis aggressiv“ mit einer Tendenz zur Endzeitstimmung. Die Inhalte verweisen auf Tabus wie „sexueller Abartigkeit, Folter, (Massen-)Mord, Perversionen usw.“ und greifen damit dem Industrial entsprechend auf systematisches Schockieren und Irritieren zurück. Kritiker bezeichnen das Vorgehen eine „unreflektierte bis affirmative“ Darstellung, Befürworter hingegen als kritische Decodierung und Dekonstruktion gesellschaftlicher Kontrollmechanismen und Reflexion der eigenen Person.
Einige Interpreten des Death Industrial wie Ordo Rosarius Equilibrio und Maschinenzimmer 412 rekurrieren auf einen atheistischen Satanismus in einer sozialdarwinistischen Auslegung. So verweisen die Mitglieder von Maschinenzimmer 412 auf den Satanismus und stellen diesen in Bezug zu dem Theorem vom „Survival of the Fittest“ und einem übergeordneten Individualismus. Tomas Pettersson von Ordo Rosarius Equilibrio deutet ähnliche Bezüge zum Satanismus an und propagiert „eine natürliche Selektion […] jenseits der Beschränkung von ethnischer Zugehörigkeit“ und „Individualität“ als „einzige Möglichkeit“ eines gesellschaftlichen Zusammenlebens. Auch weitere Interpreten des Genres propagieren den Individualismus bis hin zu einer völligen Ablehnung gesellschaftlicher Werte. Die nach der rechtsextremen Organisation Graue Wölfe benannte schwedische Band The Grey Wolves bezeichnet ihre „Verherrlichung der Macht des Individuums“ als „kulturellen Terrorismus“. Dazu bedient sich die Gruppe plakativer Parolen und der „Darstellung von Gewalt, Terrorismus und Faschismus.“
Die Gruppe Maschinenzimmer 412 nimmt hinzukommend Bezug zum Schamanismus und griff in rituellen Aufnahmesitzungen auf archaische Instrumente, bis hin zu Trommeln aus menschlichen Knochen zurück.

## Kultur
Der Death Industrial verfügt über keine eigenständige Szene mit eigenen kulturellen Ausprägungen. Das Publikum der Musik setzt sich überwiegend aus Anhängern des Post-Industrial, des Electro und des Dark Wave, insbesondere des Neofolk, zusammen.